# Rio Bucoviţa
O Rio Bucoviţa é um rio da Romênia afluente do Bistra, localizado no distrito de Caraş-Severin.